# CANT Z.1014
Il CANT Z.1014 è stato un bombardiere pesante italiano progettato dall'ingegnere Filippo Zappata, vincitore del concorso B.G.R. indetto dalla Regia Aeronautica nel 1938, e del quale fu costruito un parziale simulacro in legno.

## Storia del progetto
Nel 1938 lo Stato maggiore della Regia Aeronautica emise una specifica per un nuovo aereo da bombardamento a grande raggio (B.G.R.) dotato di elevare prestazioni: velocità massima 500 km/h, autonomia 4.000 km a 400 km/h a 4.000 m di tangenza. Al concorso risposero cinque aziende, la Caproni con il Ca.204 e Ca.211, la C.R.D.A. con il CANT Z.1014, la FIAT con il G.30B, la Piaggio con il P.112 e la SAI-Ambrosini che approntò un innovativo aereo, lo S.404, ispirandosi alle esperienze degli anni trenta del XX secolo con le eliche intubate dell'ingegnere Luigi Stipa.  Quattro proposte vertevano su aerei quadrimotori, mentre una, il Ca.311, prevedeva la formula trimotore. All'analoga specifica per un idrovolante da bombardamento a grande raggio (B.G.R.) furono presentate le proposte CANT Z.512, e Piaggio P.114, versioni idrovolante del CANT Z.1014 e del Piaggio P.112. Il Ministero dell'Aeronautica si disinteressò ben presto alla versione idrovolante del B.G.R..
Durante le fasi di valutazione del progetto emersero alcuni problemi relativi alla velocità di stallo con la piena dotazione di combustibile, alla velocità massima che non raggiungeva i 500 km/h richiesti dalla specifica, e al coefficiente di robustezza N richiesto, pari a 7. A seguito di alcune discussioni l'ufficio tecnico rispose che era possibile elevare la velocità massima a 516 km/h  e il coefficiente N a 6,5 utilizzando i propulsori Alfa Romeo 136 RC.25 allora in fase di progettazione.
A seguito di questa discussione fu proclamato vincitore del concorso il CANT Z.1014, progettato da Filippo Zappata, che sembrava avvicinarsi notevolmente come prestazioni alle richieste della specifica B.G.R.  Al secondo posto si classificò il Caproni Ca.204, mentre sul Piaggio P.112 non fu espresso alcuni giudizio in quanto la ditta stava sviluppando, privatamente un nuovo velivolo quadrimotore, il Piaggio P.108, di cui era in costruzione il prototipo. Il 23 giugno 1939 il generale Giuseppe Valle ordinò la costruzione di tre prototipi dello Z.1014, unitamente al Ca.204, autorizzando la riduzione del coefficiente N da 7 a 6,5.
Tuttavia lo Stato maggiore della Regia Aeronautica non era pienamente convinto del risultato del concorso, e si prevedeva tempi molto lunghi, circa 12-18 mesi, per la realizzazione dei prototipi dei due bombardieri pesanti, il Z.1014 e il Ca.204. La necessità di rinnovare la linea di volo si fece pressante a causa della incerta situazione politica internazionale, con il P.108 che poteva essere pronto a volare  due anni prima dei suoi concorrenti. Il concorso B.G.R. fu annullato dallo Stato maggiore della Regia Aeronautica il 6 settembre 1939, a seconda guerra mondiale già iniziata, quando del CANT Z.1014 esisteva solo un parziale simulacro in legno a grandezza naturale. Il 5 ottobre venne emessa una nuova specifica che aumentava la velocità massima a 550 km/h tra 4.500 a 6.000 m di quota, l'autonomia a 5.000 km a 450 km/h a 5.000 m con carico bellico di 1.000 kg e capacità di 2.000 kg in fusoliera, ed equipaggio di sei persone. A questa nuova specifica risposero solo la CANT e la Caproni, presentando nuovamente lo Z.1014 e il Ca.204 lievemente modificati. La Piaggio, applicando un ribasso de 50% sul costo del P.108, si aggiudicò la commessa per il bombardiere pesante.
L'imminente entrata in guerra del Regno d'Italia, poi avvenuta il 10 giugno 1940, pose fine ad ogni sviluppo del progetto B.G.R. con le nuove specifiche.

## Descrizione tecnica
Aereo da bombardamento quadrimotore a lungo raggio. Monoplano con ala a sbalzo di sagoma trapezoidale, suddivisa in cinque parti. La fusoliera aveva sezione ovale, con minima sezione trasversale ottenuta considerando di stivare le 4 bombe da 250 kg nella parte posteriore delle gondole motrici esterne, e cabina di pilotaggio su due livelli, con posti per i piloti in tandem. Gli impennaggi di coda erano controventati e bideriva. Particolarmente curata era l'aerodinamica, con linee esterne molto avvitate, in particolare per il posizionamento delle torrette difensive, per la postazione vetrata del puntatore e la relativa torretta difensiva.
Il carrello di atterraggio era triciclo posteriore, retrattile, con le gambe principali che rientravano, ruotando all'indietro, nelle gondole motori interne.
La propulsione era assicurata da 4 motori radiali Alfa Romeo 135RC.36, a 18 cilindri, raffreddati ad aria, eroganti la potenza di 1.350 CV alla quota di 3.600 m ed azionanti eliche a passo variabile in volo. Il carburante era contenuto in serbatoi posizionati per buona parte all'interno della fusoliera allo scopo di garantire loro la massima protezione. Il coefficiente di robustezza N era pari a 6.
Il carico bellico era contenuto in una stiva ventrale all'interno della fusoliera e in appositi vani ricavati nelle gondole esterne dei propulsori. La capacità era pari a 2 bombe da 800 kg, o 4 da 500 kg, 2 siluri, 6 bombe da 250 kg o 24 bombe da 100 kg. L'armamento difensivo era composto da 7 tra cannoni da 20 mm e mitragliatrici da 12,7 mm, ognuna in una apposita torretta (designate da A a G) e non prevedeva angoli morti. Le torrette E e F erano telecomandate. Quattro armi, posizionate in apposite torrette erano dedicate alla protezione posteriore, una a quella anteriore, una a quella ventrale, e due caudali.